# Thaumastogarypus robustus
Thaumastogarypus robustus es una especie de arácnido del orden Pseudoscorpionida de la familia Garypidae.

## Distribución geográfica
Se encuentra en el sur de África.